# Servius Tullius
Servius Tullius († 535 př. n. l.) byl podle tradičního antického podání šestý král Říma, v pořadí druhý z etruské dynastie, který vládl asi v letech 575–535 př. n. l. O historicitě jeho osoby současní badatelé nepochybují, o jeho původu a životě však existují rozporné zprávy. Patřil mezi nejoblíbenější římské krále a připisují se mu významné úspěchy i reformy.

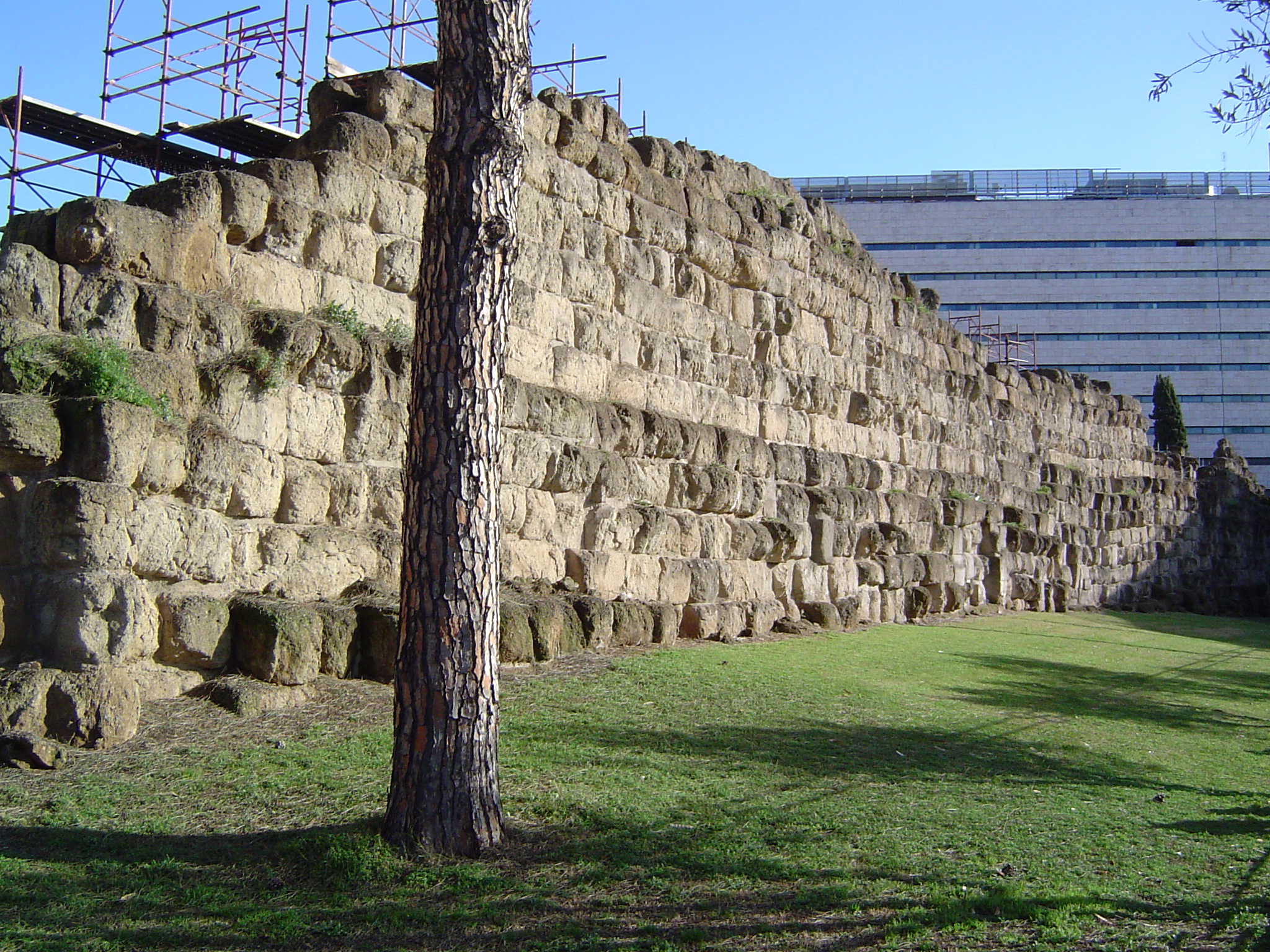
Zbytky „Serviovy hradby“ u římského nádraží Termini

## Život
Podle údajů Tita Livia a dalších římských i řeckých autorů byl synem sabinského krále, který zahynul při dobývání jeho města, a vdovu se synem odvedl vítězný král Tarquinius Priscus do zajetí. Králova etruská žena Tanaquil prý pozorovala záři kolem jeho hlavy jako znamení přízně bohů, Servius si vzal nejstarší Tarquiniovu dceru a když byl Tarquinius (snad roku 578 př. n. l.) zavražděn, umožnila mu, aby se zmocnil vlády. Po 44 letech velmi úspěšné vlády, kdy město významně rozšířil a obehnal hradbou a provedl zásadní reformy, byl prý zavražděn vlastní dcerou Tullií mladší, která chtěla, aby se králem stal její muž, Lucius Tarquinius Superbus. Je ovšem pravděpodobnější, že zahynul spiknutím patriciů.

### Etruská verze

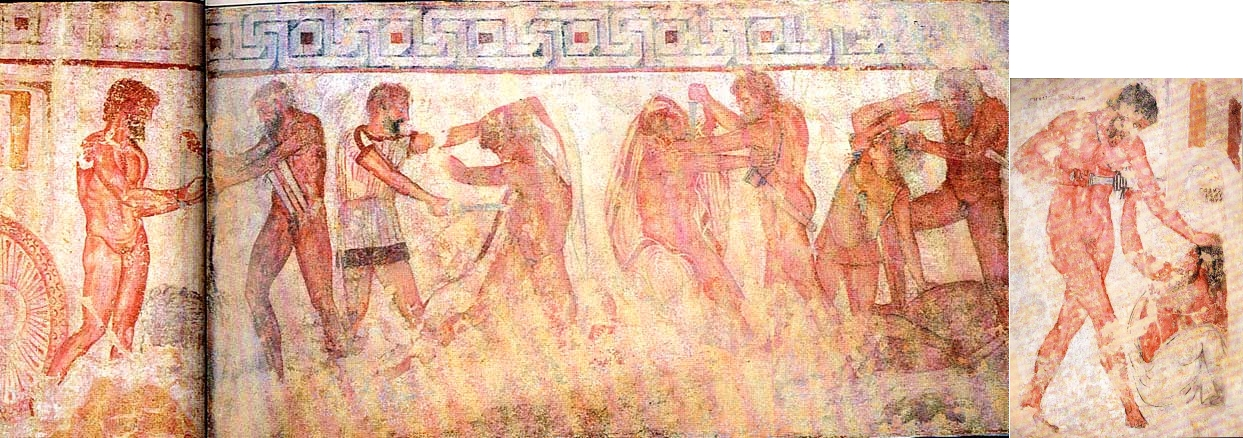
Etruská freska s osvobozením Caelia Vibenny, Mastarna stojí vlevo (Vulci, 4. stol. př. n. l.)

Císař Claudius († 54), který se zabýval etruskou historií, však zanechal jiné podání. Podle desky, která se našla v Lyonu, pocházel Servius z etruského Vulci a jmenoval se původně Mastarna. Se svým etruským spolubojovníkem Caeliem Vibennou dobyl a osídlil pahorek Caelius a zmocnil se vlády bez souhlasu senátu. Byl by tedy podle římského chápání tyran, který se až dodatečně nechal vysvětit na krále. Pro tuto verzi svědčí fresky v etruském hrobě, kde jsou i obě jména.

## Reformy

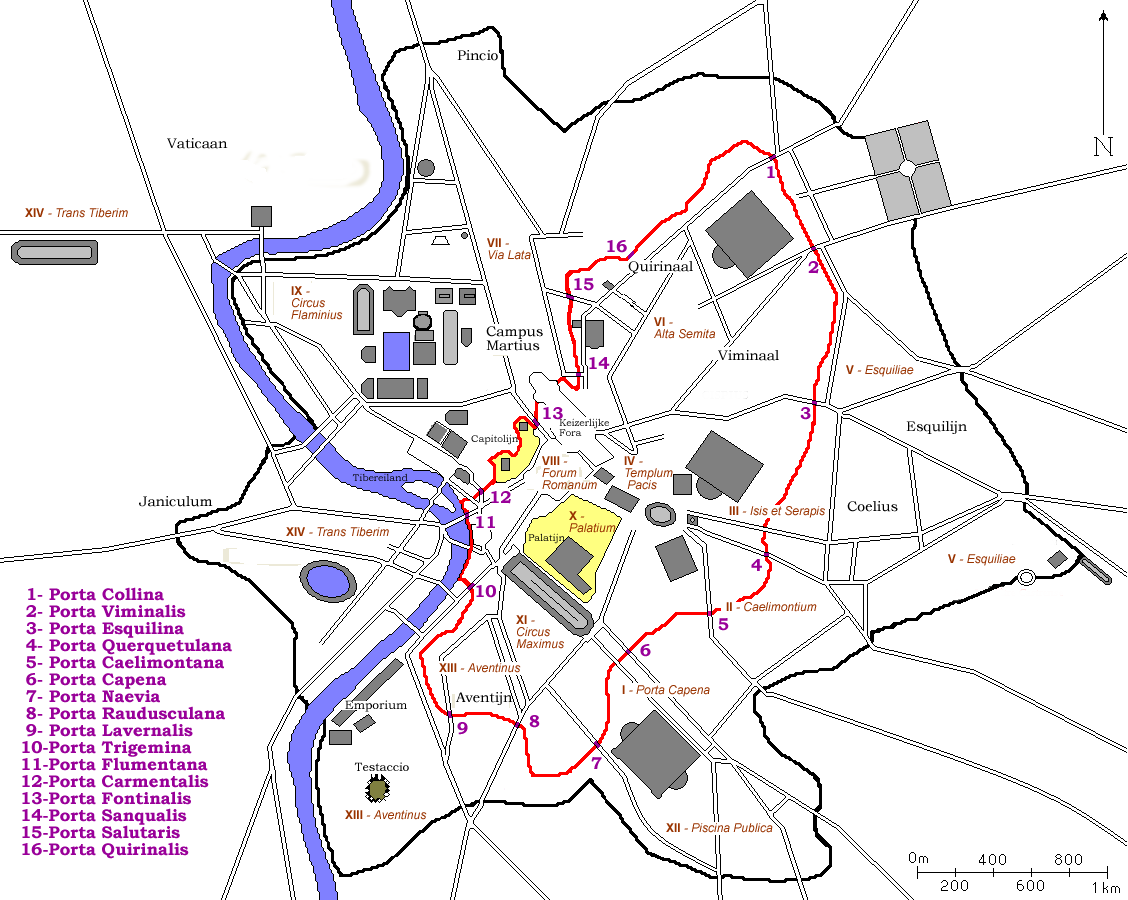
Serviovy hradby v Římě (vnitřní hradba)

Serviovi Tulliovi se připisuje několik významných reforem, politických, náboženských, vojenských i fiskálních a už ve starověku se pokládal za „druhého zakladatele Říma“. Protože v Římě přibývalo svobodných mužů, kteří k patricijským rodům nepatřili, Servius občany rozdělil do šesti tříd, a to nikoli podle rodové příslušnosti, ale podle majetku a místa narození (tzv. tribue) a všechny pak zařadil do centurií (setnin). Shromáždění centurie sloužilo k předpisu majetkové daně i k odvodu mladých mužů, centurie se staly základními jednotkami vojska a každá centurie vysílala jednoho zástupce do nejvlivnějšího shromáždění, comitia curiata.

### Centuriátní třídy
Občané byli rozděleni do šesti daňových tříd podle majetku, později měřeného v asech. V pořadí tříd patrně probíhalo hlasování ve shromáždění, kde se na nižší třídu dostalo, až když ve vyšší bylo hlasování nerozhodné. Podle třídy se občané také museli sami vyzbrojit.
- 1. třída s nejméně 100 000 asy: těžkooděnci s povinnou výzbrojí přilba, kruhový štít, hrudní a holenní pancíř, oštěp, meč. 40 seniorských a 40 juniorských centurií.
- 2. třída s nejméně 75 000 asy: těžkooděnci s povinnou výzbrojí přílba, podlouhlý štít, holenní pancíř, oštěp, meč. 10 seniorských a 10 juniorských centurií.
- 3. třída s nejméně 50 000 asy: lehkooděnci s povinnou výzbrojí přílba, podlouhlý štít, oštěp, meč. 10 seniorských a 10 juniorských centurií.
- 4. třída s nejméně 25 000 asy: lehkooděnci s povinnou výzbrojí podlouhlý štít, oštěp. 10 seniorských a 10 juniorských centurií.
- 5. třída s nejméně 11 000 asy: lehkooděnci s povinnou výzbrojí prak s kameny, případně oštěp. 15 seniorských a 15 juniorských centurií.
- Nečíslované (supernumerarii):
  - Proletarii, bez nemovitého majetku, 1 centurie
  - Jízda (equites), 18 centurií, převážně patriciové (aristokracie)
  - Ženisté, 2 centurie
  - Hudebníci, 2 centurie.[2]